# جون بيز
جون بيز (بالإنجليزية: John Pease)‏ هو عالم اجتماع أمريكي، ولد في 8 مارس 1936 في غراند رابيدز في الولايات المتحدة.